# Fernando Costanza
Fernando Peixoto Costanza (Rio de Janeiro, 29 novembre 1998) è un calciatore brasiliano, difensore del Kryl'ja Sovetov Samara.

## Carriera
È cresciuto nel settore giovanile del Botafogo.
Il 30 agosto 2018 è stato ceduto in prestito al Lilla, dove ha disputato 10 partite con la seconda squadra del club transalpino prima di fare ritorno in Brasile nell'aprile 2019. Nel 2021, dopo complessive 24 presenze nella prima divisione brasiliana (e 2 presenze in Coppa Sudamericana) con il Botafogo nell'arco di due anni, torna in Europa per giocare con lo Sheriff Tiraspol, club della prima divisione moldava.

## Statistiche
Statistiche aggiornate al 26 maggio 2019.

### Presenze e reti nei club
| Stagione        | Squadra         | Campionato      | Campionato | Campionato | Coppe nazionali | Coppe nazionali | Coppe nazionali | Coppe continentali | Coppe continentali | Coppe continentali | Altre coppe | Altre coppe | Altre coppe | Totale | Totale | Totale |
| Stagione        | Squadra         | Comp            | Pres       | Reti       | Comp            | Pres            | Reti            | Comp               | Pres               | Reti               | Comp        | Pres        | Reti        | Pres   | Reti   |        |
| --------------- | --------------- | --------------- | ---------- | ---------- | --------------- | --------------- | --------------- | ------------------ | ------------------ | ------------------ | ----------- | ----------- | ----------- | ------ | ------ | ------ |
| 2018-2019       | Lille 2         | N3              | 10         | 0          |                 | -               | -               |                    | -                  | -                  |             | -           | -           | 10     | 0      |        |
| 2019            | Botafogo        | A/RJ+A          | 0+4        | 0          | CB              | 0               | 0               | CS                 | 1                  | 0                  |             | -           | -           | 5      | 0      |        |
| Totale carriera | Totale carriera | Totale carriera | 14         | 0          |                 | 0               | 0               |                    | 1                  | 0                  |             | -           | -           | 15     | 0      |        |

## Palmarès

### Club

#### Competizioni nazionali
- Campionato moldavo: 1

Sheriff Tiraspol: 2020-2021